# Scarus persicus
Scarus persicus là một loài cá biển thuộc chi Scarus trong họ Cá mó. Loài này được mô tả lần đầu tiên vào năm 1983.

## Từ nguyên
Tính từ định danh của loài trong tiếng Latinh có nghĩa là "thuộc Ba Tư", hàm ý đề cập đến vịnh Ba Tư, nơi mẫu định danh được thu thập.

## Phạm vi phân bố và môi trường sống
S. persicus được ghi nhận từ bờ biển Oman ngược lên vịnh Ba Tư ở phía bắc và trải dài đến Kuwait. Môi trường sống của loài cá này là các rạn san hô và đá ngầm ở độ sâu đến ít nhất là 25 m.

## Mô tả
S. persicus có chiều dài cơ thể tối đa được biết đến là 50 cm. Vây đuôi bo tròn hoặc hơi lõm ở cá cái, lõm sâu ở cá đực tạo thành hình lưỡi liềm. Cá đực còn có thêm hai răng nanh ở phía sau phiến răng hàm trên; phiến răng của hai giới có màu xanh lục lam.
Cá cái có màu xám nâu, phớt đỏ ở bụng, có màu vàng nhạt ở đầu. Vảy trên thân có các viền nâu. Vây lưng và vây hậu môn cùng hai thùy đuôi có viền xanh lam óng. Cá đực có màu xanh lục lam, vảy có viền màu cam. Giữa thân có một vệt sọc đen mờ. Cằm có màu hồng da cam với vệt sọc màu lục lam băng ngược lên mắt. Cá con màu nâu sẫm nhưng trắng ở bụng, với các dải sọc ngang màu trắng ở trên thân.
Số gai vây lưng: 9; Số tia vây ở vây lưng: 10; Số gai vây hậu môn: 3; Số tia vây ở vây hậu môn: 9; Số tia vây ở vây ngực: 15.
S. persicus là một loài chị em với Scarus ferrugineus. Cá cái của hai loài rất khó phân biệt.

## Sinh thái học
Thức ăn của S. persicus chủ yếu là tảo. Chúng có thể sống đơn độc hoặc hợp thành nhóm như những loài Scarus khác. Tuổi thọ tối đa được ghi nhận ở S. persicus là 22 năm tuổi.
S. persicus bị đánh bắt và tiêu thụ tại địa phương, nhưng chúng không phải là loài được nhắm mục tiêu.